# Sundlaugin
Sundlaugin (in islandese "la piscina") conosciuto anche come Álafoss, a causa del luogo dove si trova, è uno studio di registrazione situato nei pressi di Álafoss, una cascata nella città di Mosfellsbær in Islanda. Fu convertito da una piscina in disuso, completamente abbandonata, e dagli edifici fatiscenti adiacenti. Attualmente è di proprietà del gruppo musicale post-rock Sigur Rós.

## Storia
La band inizialmente avrebbe voluto registrare il suo album ( ) in una base missilistica abbandonata della NATO situata molto a nord in Islanda, ma dopo averla ispezionata si convenne che non era una buona idea. In seguito i membri del gruppo scoprirono questo lotto abbandonato comprendente anche la piscina in un quartiere rurale di Mosfellsbær, lo comprarono e lo trasformarono in uno studio. Per introdurre all'interno il Mixer, date le sue dimensioni, fu necessario aprire una parte del tetto e posizionare lo stesso calandolo con una gru.
La maggior parte delle fotografie della band sono state scattate nei paraggi e dai paesaggi circostanti, e in particolare le immagini reperibili nel loro primo album ivi registrato, ( ).
Lo studio di registrazione è stato utilizzato, oltre che per la registrazione vera e propria, anche per il mixaggio e la masterizzazione (abitualmente assistita dallo studio  di ingegneria dei suoni  Birgir Jón "Biggi" Birgisson) da un ampio gruppo di altri artisti, prevalentemente islandesi, fra cui Agent Fresco, The Album Leaf, Amiina, Amusement Parks on Fire, Andŕum, Beneath, Benni Hemm Hemm, Bubbi Morthens, For a Minor Reflection, Jakobínarína, Julianna Barwick, Kira Kira, Mugison, Múm, Ólöf Arnalds, Pétur Ben, Retro Stefson, Self Defense Family, Ske, Slowblow, Steindór Andersen e Storsveit Nix Noltes, Emmanuel De La Paix  